# Змінні середовища
Змінні середовища — змінні, набір динамічних значень, які можуть вплинути на те як запущені процеси будуть себе поводити на комп'ютері.

## Опис
В усіх Unix і Unix-подібних системах, кожен процес має свій власний набір змінних середовища. За замовчуванням, створений процес успадковує дубльоване середовище свого батьківського процесу, за винятком змін, внесених батьківським процесом під час створення даного процесу. На рівні системного програмування, ці зміни робляться між fork і exec. З іншого боку, в командних оболонках, таких, як Bash, можна змінити значення змінних середовища для конкретної команди безпосереднім запусканням через env або з використанням нотації ЗМІННА_СЕРЕДОВИЩА = ЗНАЧЕННЯ <команда>.
Всі операційні системи подібні до Unix, а також DOS і Microsoft Windows мають змінні середовища, однак не всі вони використовують одні й ті ж назви змінних. Програми, що стартували можуть отримати доступ до значень змінних середовища для цілей конфігурації. Приклади змінних середовища містять: 
- PATH в якому перераховані каталоги де знаходяться програми команд, назви яких користувач може ввести.
- HOME вказує, де знаходиться домашній каталог користувача у файловій системі.
- TERM (Unix-подібні) визначає тип комп'ютерного терміналу або емулятора термінала (наприклад vt100).
- CVS_RSH (Unix-подібні) використовується для яких повідомити CVS RSH-подібну програму використовувати.
- MAIL (Unix-подібні) використовується, щоб вказати місце пошти користувача.

Скрипти оболонки та командні файли використовують змінні середовища для зберігання тимчасових значень з метою вживання пізніше в цьому скрипті, а також щоб повідомити дочірні процеси про зміну даних або наладок. 
В більшості систем зміна значення змінної середовища в скрипті або в програмі тільки впливає на процес цього скрипту або програми й, можливо, на дочірні процесі. Базовий процес системи й будь-які інші процеси не будуть зачеплені. 
В Unix змінні середовища в основному ініціалізуються під час запуску системи системним скриптом і успадковуються усіма іншими процесами в системі. Користувачі додають їх в профільний скрипт (.profile). У Microsoft Windows, змінні середовища звичайно зберігаються в реєстрі Windows або в autoexec.bat.

### Деякі змінні середовища Windows
Список змінних середовища Windows можна проглянути, набравши в командному рядку: set або натиснувши кнопку «Змінні оточення» на вкладці «Додатково» в діалоговому вікні «Властивості системи» («Мій Комп'ютер»→"Властивості").
| Ім'я                       | Призначення | Приклад значення                                 |
| -------------------------- | --- | ------------------------------------------------ |
| %ALLUSERSPROFILE%          | Вказує шлях до папки загальних документів та налаштувань, загальних для всіх користувачів.                                                                                                   | C:\Documents And Settings\All Users              |
| %APPDATA%                  | Вказує шлях до папки, в якій зберігаються налаштування деяких програм поточного користувача.                                                                                                 | C:\Documents And Settings\Адмін\Application Data |
| %CLIENTNAME%               | Змінна визначена тільки в оточенні віддаленого підключення до робочого столу. Зберігає ім'я комп'ютера (%COMPUTERNAME%) клієнта віддаленого доступа.                                         | MyPC                                             |
| %COMMONPROGRAMFILES%       | Вказує шлях до теки, в якій зберігаються загальні для встановлених програм файли. | C:\Program Files\Common Files                    |
| %COMMONPROGRAMFILES(x86)%  | Вказує шлях до теки, в якій зберігаються загальні для встановлених програм файли в 64-розрядних системах для додатків архітектури x86.                                                       | C:\Program Files (x86)\Common Files              |
| %COMPUTERNAME%             | Зберігає ім'я комп'ютера в локальній мережі. | Начальник                                        |
| %COMSPEC%                  | Зберігає шлях до поточного Командного інтерпретатора Windows. | C:\Windows\System32\cmd.exe                      |
| %DATE%                     | Повертає поточну дату. Використовує той же формат, що і команда date /t. Створюється командою cmd.exe.                                                                                       | 12.12.2012                                       |
| %HOMEDRIVE%, %SYSTEMDRIVE% | Зберігає ім'я системного диску. | C:                                               |
| %HOMEPATH%, %USERPROFILE%  | Зберігає шлях до домашньої папки користувача. | C:\Documents And Settings\Адмін                  |
| %LOCALAPPDATA%             | Повертає використовуване за умовчанням локальне розміщення даних додатків. | C:\Users\%UserName%\AppData\Local                |
| %PROGRAMDATA%              | Повертає шлях до каталогу C:\ProgramData\ | C:\ProgramData\                                  |
| %PROGRAMFILES%             | Повертає шлях до папки з встановленими додатками. | C:\Program Files                                 |
| %PROGRAMFILES(x86)%        | Повертає шлях до папки з встановленими додатками в 64-розрядних системах для додатків архітектури x86.                                                                                       | C:\Program Files (x86)                           |
| %PUBLIC%                   | У Windows 7 повертає шлях до каталогу C:\Users\Public | C:\Users\Public                                  |
| %SYSTEMROOT%               | Зберігає шлях до системної папки (де зберігається ядро і т. ін.) | C:\Windows                                       |
| %SESSIONNAME%              | Зберігає ім'я користувальницького сеансу. В локальному сеансі має значення Console, в оточенні віддаленого підключення до робочого столу по протоколу TCP/IP має вид RDP-Tcp#<номер сеансу>. | Console, RDP-Tcp#1                               |
| %WINDIR%                   | Зберігає шлях до папки, в яку встановлена Windows. | C:\Windows                                       |